# حاجز تجاري

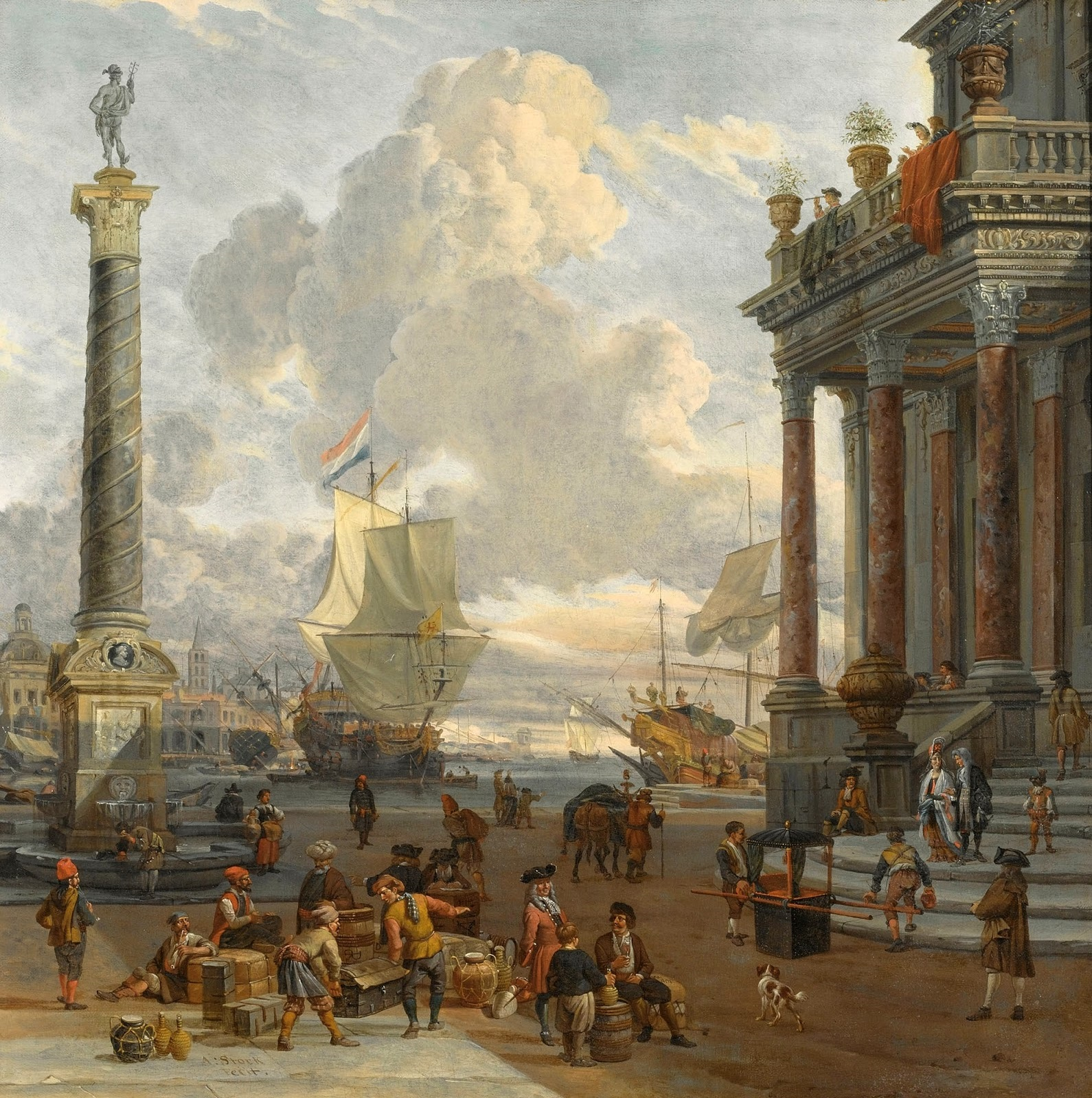

الحاجز التجاري (بالإنجليزية: trade barrier)‏: هو مصطلح عام يصف أي سياسة للحكومة أو القوانين التي تقيد التجارة الدولية. يمكن أن تأخذ الحواجز أشكالا كثيرة، بما في ذلك المصطلحات التالية التي تتضمن العديد من القيود على التجارة الدولية في العديد من البلدان التي تستورد أو تصدر أي من البنود التجارية.
- رسوم استيراد (Import duties)
- تراخيص الاستيراد. (Import licenses)
- تراخيص التصدير. (Export licenses)
- حصص التوريد أو الاستيراد (Import quotas)
- التعرفة الجمركية. (Tariffs)
- إعانة مالية. (Subsidies)
- حواجز غير الجمركية على التجارة. (Non-tariff barriers to trade)
- قيود الطوعية على الصادرات. (Voluntary Export Restraints)
- شروط المحتوى المحلي. (Local Content Requirements)
- حظر. (Embargo)

معظم الحواجز التجارية تعمل على المبدأ نفسه في فرض نوع من التكلفة على التجارة، مما يرفع سعر المنتجات المتداولة. وإذا استخدمت حواجز تجارية بين دولتين بشكل متكرر ضد بعضها البعض، ينتج ما يسمى حرب تجارية.
يتفق الاقتصاديون بصفة عامة على أن الحواجز التجارية تضر وتخفض الكفاءة الاقتصادية الكلية، ويمكن تفسير ذلك بنظرية الأفضلية المقارنة. من الناحية النظرية، تشمل التجارة الحرة إزالة جميع هذه الحواجز، ربما باستثناء تلك التي تعتبر ضرورية من أجل الأمن الوطني والصحي. ومن الناحية العملية، على أية حال، حتى تلك البلدان التي تعزز التجارة الحرة تقدم دعما كبيرا لصناعات معينة، مثل الزراعة والصلب.